# BE Junior Circuit 2001/02
Der BE Junior Circuit 2001/02 (Abkürzung für Badminton Europe Junior Circuit 2001/02) war die erste Auflage des BE Junior Circuits im Badminton. Neun Turniere gehörten zur Wettkampfserie.

## Turniere
| Nr. | Turnier                      |
| --- | ---------------------------- |
| 1   | Swedish Juniors              |
| 2   | Lausanne Youth International |
| 3   | Croatian Juniors             |
| 4   | French Juniors               |
| 5   | Czech Juniors                |
| 6   | Northumberland Juniors       |
| 7   | Polish Juniors               |
| 8   | Dutch Juniors                |
| 9   | German Juniors               |